# 揚蒂斯維爾 (伊利諾伊州)
揚蒂斯維爾（英語：Yantisville）是位於美國伊利諾伊州謝爾比縣的一個非建制地區。該地的面積和人口皆未知。

## 地理
揚蒂斯維爾的座標為39°32′11″N 88°53′00″W / 39.53639°N 88.88333°W，而該地的平均海拔高度為216米（即709英尺）。